# Дроботов, Андрей Денисович
Андрей Денисович Дроботов (8 марта 1928, Краснодарский край — 13 января 1996, Краснодар) — бригадир проходчиков горных выработок шахты «Беринговская» № 2 треста «Северовостокуголь», Герой Социалистического Труда (звание присвоено 30 марта 1971 года).

## Биография
В 1947 г. окончил ФЗУ в г. Шахты Ростовской области, работал по полученной специальности — проходчиком горных выработок.
В 1951 г.приехал на Чукотку, на шахту «Капитальная». В 1953 г. назначен бригадиром проходчиков горных выработок строящейся шахты «Беринговская»№ 2, где и работал до выхода на пенсию.
Указом Президиума Верховного Совета СССР от 30.03.1971 «за выдающиеся успехи в выполнении заданий пятилетнего плана, достижение высоких технико-экономических показателей» присвоено звание Героя Социалистического Труда.
Избирался депутатом областного Советов депутатов трудящихся.
После выхода на пенсию (1975) жил в Краснодаре. Умер 13 января 1996 года.

## Награды
Награждён орденом Трудового Красного Знамени (29.06.1966), медалями, нагрудными знаками. Обладатель звания «Лучший проходчик Магаданской области».